# Helligkeitsvergleich
Der Helligkeitsvergleich ist ein Verfahren der Entfernungsmessung.
Wenn die wirkliche Helligkeit von Lichtquellen bekannt ist (oder aber vermutet/vorausgesetzt wird), kann die Entfernung durch die Bewertung der scheinbaren Helligkeit, also der Helligkeit des beim Beobachter ankommenden Lichtes, gemessen werden: beträgt z. B. die Helligkeit ein Viertel von einer anderen, gleichen Lichtquelle, deren Entfernung als bekannt vorausgesetzt wird, so bedeutet das die doppelte Entfernung, denn die Abnahme verläuft quadratisch.
Da die geringere Helligkeit auch andere Ursachen haben kann (Dunkelwolken; anderer Typ Lichtquelle), hat das Verfahren für den Einzelfall große Unsicherheiten; wenn jedoch wie in der Astronomie Milliarden von Fällen verglichen werden können, zu denen über andere Methoden verifizierte Modelle vorliegen, lassen sich brauchbare Aussagen treffen.
Den Lichtquellentyp und damit die tatsächliche Helligkeit am Orte der Lichtquelle versucht man durch Untersuchung der Spektrallinien zu bestimmen.